# Luca Heutmekers
Luca Heutmekers (* 4. März 1993 in Geleen) ist ein niederländischer Eishockeyspieler, der seit 2015 erneut bei den Eaters Geleen in der belgisch-niederländischen BeNe League unter Vertrag steht.

## Karriere

### Klubs
Luca Heutmekers begann seine Karriere im Nachwuchsbereich der Grefrather EC, später spielte er auch bei den Ratinger Ice Aliens und der Düsseldorfer EG, für die er drei Jahre in der Deutschen Nachwuchsliga auflief. 2012 kehrte er in seine Geburtsstadt zurück und spielte die nächsten beiden Jahre für die Eaters Geleen in der Ehrendivision. Nach einem Jahr beim Ligarivalen Eindhoven Kemphanen, spielt er seit 2015 erneut in Geleen, nun in der neugegründeten belgisch-niederländischen BeNe League.

### International
Im Juniorenbereich spielte Heutmekers für die Niederlande bei den U18-Weltmeisterschaften 2010 und 2011 sowie den U20-Weltmeisterschaften 2011, 2012 und 2013 jeweils in der Division II.
Sein Debüt in der niederländischen Nationalmannschaft gab Heutmekers beim Qualifikationsturnier für die Olympischen Winterspiele in Peking 2022. Auch an der Qualifikation für die Olympischen Winterspiele in Mailand 2026 nahm er teil. Zudem vertrat er seine Farben bei der Weltmeisterschaft 2022 in der Division II, als der Aufstieg in die Division I gelang.

## Erfolge und Auszeichnungen
- 2022 Aufstieg in die Division I, Gruppe B, bei der Weltmeisterschaft der Division II, Gruppe A